# Lilia Osterloh
Lilia Osterloh (Columbus, Ohio, 1978. április 7. –) amerikai teniszezőnő. 2001-ben kezdte profi pályafutását, eddig három egyéni és hét páros ITF-tornát nyert meg. Legjobb egyéni világranglista-helyezése negyvenegyedik volt, ezt 2001 áprilisában érte el.

## Év végi világranglista-helyezései
| Év       | 1996 | 1997 | 1998 | 1999 | 2000 | 2001 | 2002 | 2003 | 2004 | 2005 | 2006 | 2007 | 2008 |
| Helyezés | 188. | 194. | 111. | 80.  | 44.  | 55.  | 156. | 180. | 120. | 143. | 114. | 91.  | 205. |